# Helpsen
Helpsen é um município da Alemanha localizado no distrito de Schaumburg, estado da Baixa Saxônia.
É membro e sede do Samtgemeinde de Nienstädt.